# Christine Hardman
Christine Elizabeth Hardman (née Atkins ; le 27 août 1951) est une évêque anglicane britannique à la retraite et ancienne Lord Spiritual. Elle a été archidiacre de Lewisham2(001-2008), Archidiacre de Lewisham et Greenwich (2008-2012) et évêque de Newcastle (2015-2021).

## Jeunesse
Hardman fait ses études à la Queen Elizabeth's School for Girls, puis dans un lycée réservé aux filles à Barnet, à Londres. Elle étudie l'économie à Woolwich Polytechnic (aujourd'hui l'Université de Greenwich) et obtient un baccalauréat ès sciences (BSc) de l'Université de Londres en 1973. Après cela, elle travaille comme stagiaire dans une agence immobilière. Elle étudie ensuite la théologie appliquée au Westminster College d'Oxford et obtient une maîtrise en théologie (MTh) en 1994.
Hardman se forme au ministère ordonné à temps partiel avec le cours de ministère de St Albans (celui-ci a ensuite fusionné pour devenir l'actuel cours de ministère de la région de l'Est). Elle est le premier évêque diocésain de l'Église d'Angleterre à avoir été formé dans le cadre d'un cours à temps partiel plutôt que dans un collège théologique résidentiel.

## Ministère ordonné
Hardman est ordonnée diaconesse à la Saint-Michel 1984 (30 septembre) par John Taylor, évêque de St Albans, à la cathédrale de St Albans et sert à St Jean-Baptiste, rue Markyate dans le diocèse de St Albans de 1984 à 1987. Elle est ordonnée diacre le 9 mai 1987 par John Taylor, évêque de St Albans, à St John's, Chipping Barnet. Elle est ensuite diacre de la paroisse de St John's pendant un an. De 1988 à 1991, elle est tutrice dans le cadre du programme de formation ministérielle de St Albans. Elle est directrice du cours du ministère de St Albans et d'Oxford de 1991 à 1996. Elle est ordonnée prêtre en 1994 ; la première année où l'Église d'Angleterre ordonne des femmes à la prêtrise. Elle retourne à Saint-Jean-Baptiste, rue Markyate comme curé entre 1994 et 1996.
Hardman est alors Vicaire de la Sainte Trinité et du Christ Roi, Stevenage de 1996 à 2001, ainsi que doyen rural de Stevenage de 1999 à 2001. Elle est alors archidiacre de Lewisham jusqu'au 30 novembre 2012. Elle devient ensuite prêtre assistante à la cathédrale de Southwark avec le titre d'archidiacre émérite.
Elle est membre du Synode général de l'Église d'Angleterre depuis 1998, avec une brève interruption, et est prolocutrice de la Chambre basse de la Convocation de Canterbury lors du synode 2010-2015 ; en tant qu'évêque diocésain, elle redevient automatiquement membre du synode de la Chambre des évêques. Elle a participé à la législation autorisant les femmes à devenir évêques de l'Église d'Angleterre.

### Ministère épiscopal
Le 2 septembre 2015, elle est nommée évêque de Newcastle  — la deuxième femme à être évêque diocésain de l'Église d'Angleterre et la première de la Province d'York. Son élection canonique est confirmée le 22 septembre 2015 à York Minster. Le 30 novembre 2015, elle est consacrée évêque par John Sentamu, archevêque d'York, lors d'un service à la cathédrale d'York.
Lors du départ à la retraite le 30 septembre 2015 de Jonathan Gledhill, évêque de Lichfield, un siège à la Chambre des lords devient vacant. Avec l'adoption de la Lords Spiritual (Women) Act 2015, le poste vacant devait être pourvu par une femme si elle était éligible. Comme la confirmation de l'élection de Hardman avait eu lieu huit jours plus tôt, elle est éligible. Le 18 novembre 2015, elle rejoint officiellement la Chambre des Lords en tant que Lord Spiritual et est présentée à la Chambre des Lords le 26 janvier 2016, prononçant son premier discours le 25 mai 2016.
Le 14 août 2021, Hardman annonce sa retraite, à compter du 30 novembre 2021,.

## Vie privée
En 1971, à l'âge de 19 ans, elle épouse Roger Hardman à l'église Saint-Pierre d'Arkley, Hertfordshire ; ils ont deux filles adultes et quatre petits-enfants.